# Emilia Kilpua
Emilia Kilpua (Oulu, Finlandia, 18 de noviembre de 1977) es una científica planetaria finlandesa. Actualmente es profesora de Física Espacial en la Universidad de Helsinki. 

## Estudios y carrera
Kilpua nació y creció en Oulu, en el norte de Finlandia, donde las auroras son habituales en invierno. Se matriculó en la Universidad de Helsinki en donde consiguió la licenciatura de física teórica y matemáticas. Posteriormente realizó una maestría y consiguió un doctorado en 2005, con una tesis titulada Choques interplanetarios, nubes magnéticas y tormentas magnetosféricas. Después de desarrollarse como investigadora asociada postdoctoral en el Laboratorio de Ciencias Espaciales de la UC Berkeley, regresó a Finlandia en 2008.

## Intereses científicos
Su principal tema de investigación es el clima espacial, particularmente con un enfoque hacia la mejora de pronósticos del tiempo.  A lo largo de su carrera, ha realizado avances y ampliado nuestro conocimiento sobre la formación y propagación de las eyecciones de masa coronal hacia la Tierra,  así como la respuesta de la magnetosfera, particularmente los cinturones de radiación de la Tierra.

## Premios y honores
- 2022: Editora asociada de Astrofísica y Ciencias Espaciales [7]
- 2021: Premio Väisälä de la Academia Finlandesa de Ciencias  [8]
- 2020: Miembro de la Academia Finlandesa de Letras y Ciencias [9]
- 2020: Miembro del equipo de trabajo finlandés sobre conciencia situacional espacial
- 2019: 2021 Presidenta de la Junta Directiva de la Sociedad Finlandesa de Física [10]
- 2017: Miembro del Comité Científico de Física Solar-Terrestre (SCOSTEP)
- 2017: Ganadora de la Subvención de Consolidación del Consejo Europeo de Investigación [11] [12]
- 2017:  Miembro de la Junta Directiva de la División de Física Solar - Sociedad Europea de Física en 2021
- 2016: Vicepresidente de la Junta Directiva de la Sociedad Finlandesa de Física en 2019
- 2015: Co-investigadora de BebiColombo SIXS